# Визильская ассамблея

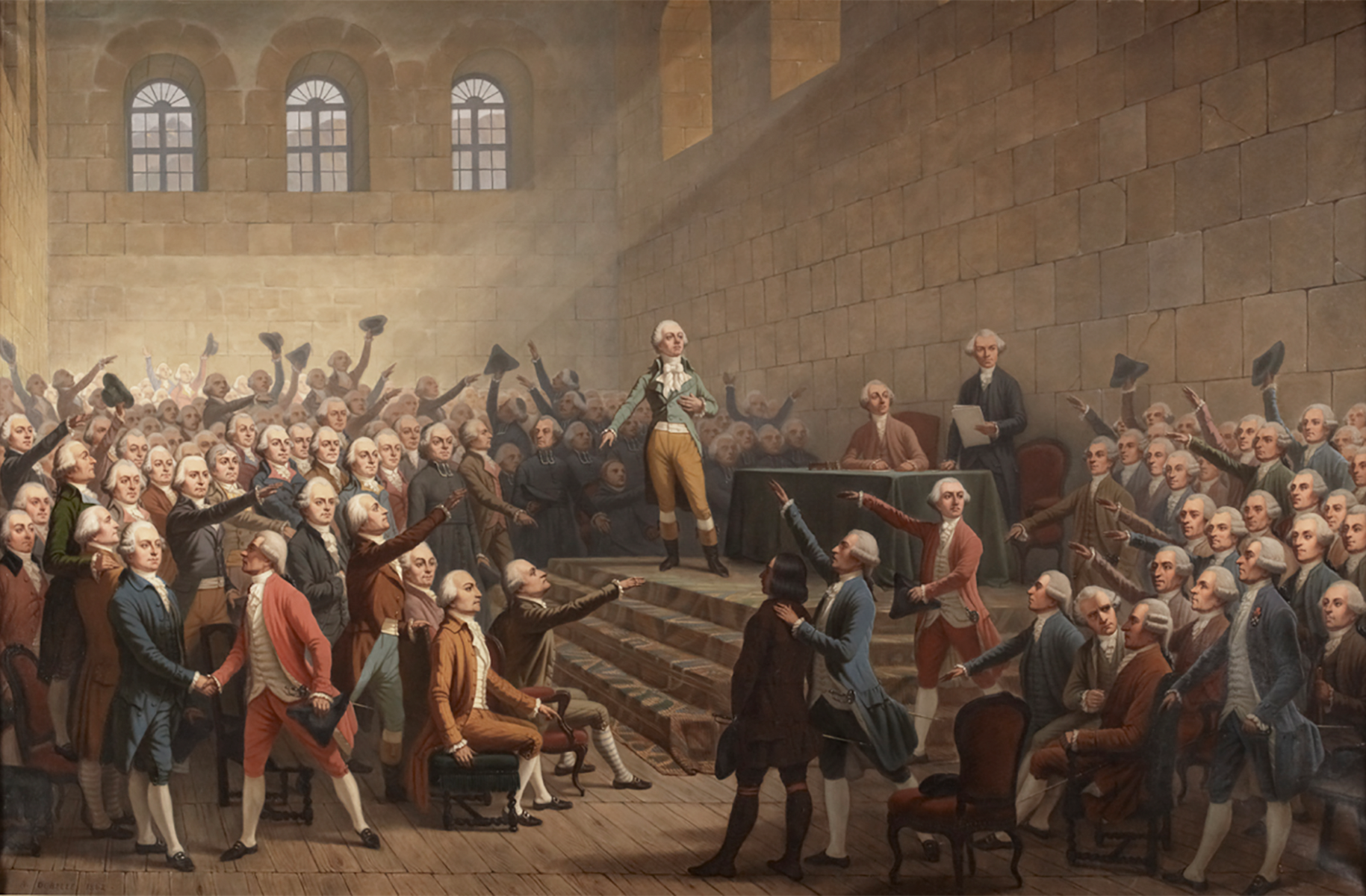
Визильская ассамблея. Дебель, Александр (Музей французской революции)

Визильская ассамблея, или Генеральные штаты Дофине — встреча представителей различных сословий в Гренобле, произошедшая 21 июля 1788 года. Её цель состояла в том, чтобы обсудить события «Дня черепиц», одного из первых восстаний, предшествовавших Великой французской революции.

## День черепиц
7 июня 1788 года по всему Греноблю вспыхнули беспорядки. Посланные на подавление беспорядков солдаты вытеснили горожан с улиц. Некоторые источники говорят, что солдат послали разогнать парламентариев, которые пытались собрать парламент. Горожане забирались на крыши зданий, забрасывая находящихся внизу солдат черепицами, откуда и возникло название этого события. Королевские войска были изгнаны из города во время первой вспышки политического насилия, которое впоследствии вылилось в революцию.

## Ассамблея

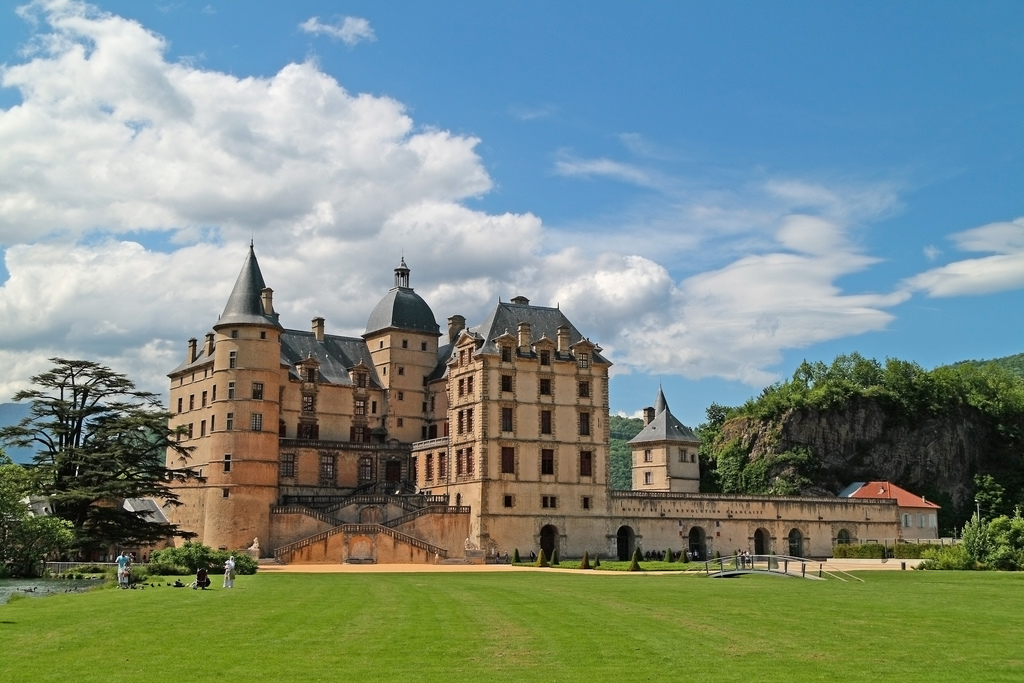
Замок Визиль

В июле Клод Перье, вдохновлённый либеральными идеями, устроил в своём замке Визиль, в зале для игры жё-де-пом, ассамблею, которая ранее была запрещена в Гренобле. В тот день на банкет, устроенный Перье, собралось 50 священников, 165 знатных граждан (нотабли) и 276 представителей третьего сословия. Среди собравшихся были бизнесмены, врачи, нотариусы, муниципальные чиновники, юристы и землевладельцы провинции Дофине. Созыв ассамблеи, возглавляли которую юристы Жан Жозеф Мунье и Антуан Барнав, не был согласован с королём.
На этой встрече были выдвинуто требование созыва в Париже Генеральных штатов (форма национального парламента). Ассамблея ознаменовала собой первую фазу Великой французской революции. Оппозиция абсолютистской монархии, наконец, вышла наружу, с растущей поддержкой её требований, кульминацией чего стало собрание Генеральных штатов.